# Jonathan Strange & il signor Norrell
Jonathan Strange & il signor Norrell è il primo romanzo di Susanna Clarke, scritto dal 1992 al 2003, pubblicato nel 2004 in Inghilterra e negli Stati Uniti e nel 2005 in Italia da Longanesi. Nel 2005 ha vinto sia il premio Hugo per il miglior romanzo che il premio World Fantasy, due dei più importanti riconoscimenti per la letteratura fantastica.
Il romanzo è ambientato in un XIX secolo ucronico, durante le guerre napoleoniche. La storia è basata sul ritorno della magia in Inghilterra dopo centinaia di anni, e la burrascosa relazione tra due maghi del tempo. Nella storia vengono descritti eventi storici e personaggi dell'epoca: tra di essi il Duca di Wellington, Lord Byron e re Giorgio III. Lo stile del romanzo ricorda quello utilizzato da Jane Austen nelle sue opere.
A corredo del testo decine di note richiamano episodi, libri di magia e biografie. Il libro è illustrato da Portia Rosenberg.

## Trama
All'inizio dell'Ottocento in Inghilterra si verifica il ritorno dell'arte della magia sull'isola ad opera del signor Norrell. La magia era effettivamente praticata nei secoli precedenti ad opera di un certo numero di maghi tra i quali spiccava John Uskglass, il cosiddetto Re Corvo, che proprio grazie alle sue arti riuscì a conquistare buona parte del paese. Tuttavia, con il passare dei secoli, la conoscenza pratica della magia era stata dimenticata e i pochi che si fregiavano del titolo di maghi erano solamente storici della magia che ricostruivano, in base a libri e documenti, gli eventi passati.
Tutto questo fino all'arrivo di Norrell, che grazie a una metodica ricerca riesce ad entrare in possesso dei pochissimi libri di magia superstiti e, in seguito a un profondo studio dei testi, riesce ad acquisire effettive capacità magiche e a diventare il primo vero mago dopo centinaia di anni.
Norrell, di carattere poco socievole, appare come un perfetto gentiluomo inglese dell'epoca. Sarà solo per la voglia di rendere di nuovo lustro all'arte magica che si convincerà a trasferirsi a Londra per essere a contatto con le persone più importanti del paese. Tuttavia, dopo essersi trasferito, gli viene riconosciuto ben poco credito anche dai suoi stretti conoscenti. Questo atteggiamento cambia rapidamente quando Norrell opera una magia per resuscitare la giovane lady Pole grazie all'intercessione di un essere fatato. In cambio dell'aiuto, l'essere fatato si fa consegnare come pegno il mignolo della giovane e chiede metà della vita rimasta alla ragazza. Tale patto non viene reso pubblico dal mago.
Improvvisamente Norrell, dopo tale prodigio, diventa uno dei personaggi più richiesti nei salotti importanti. Viene anche chiamato dalle autorità per aiutare nella difficile guerra che l'Inghilterra sta combattendo contro la Francia di Napoleone Bonaparte. Le magie intraprese da Norrell si riveleranno tutte di modesta efficacia contro i francesi.

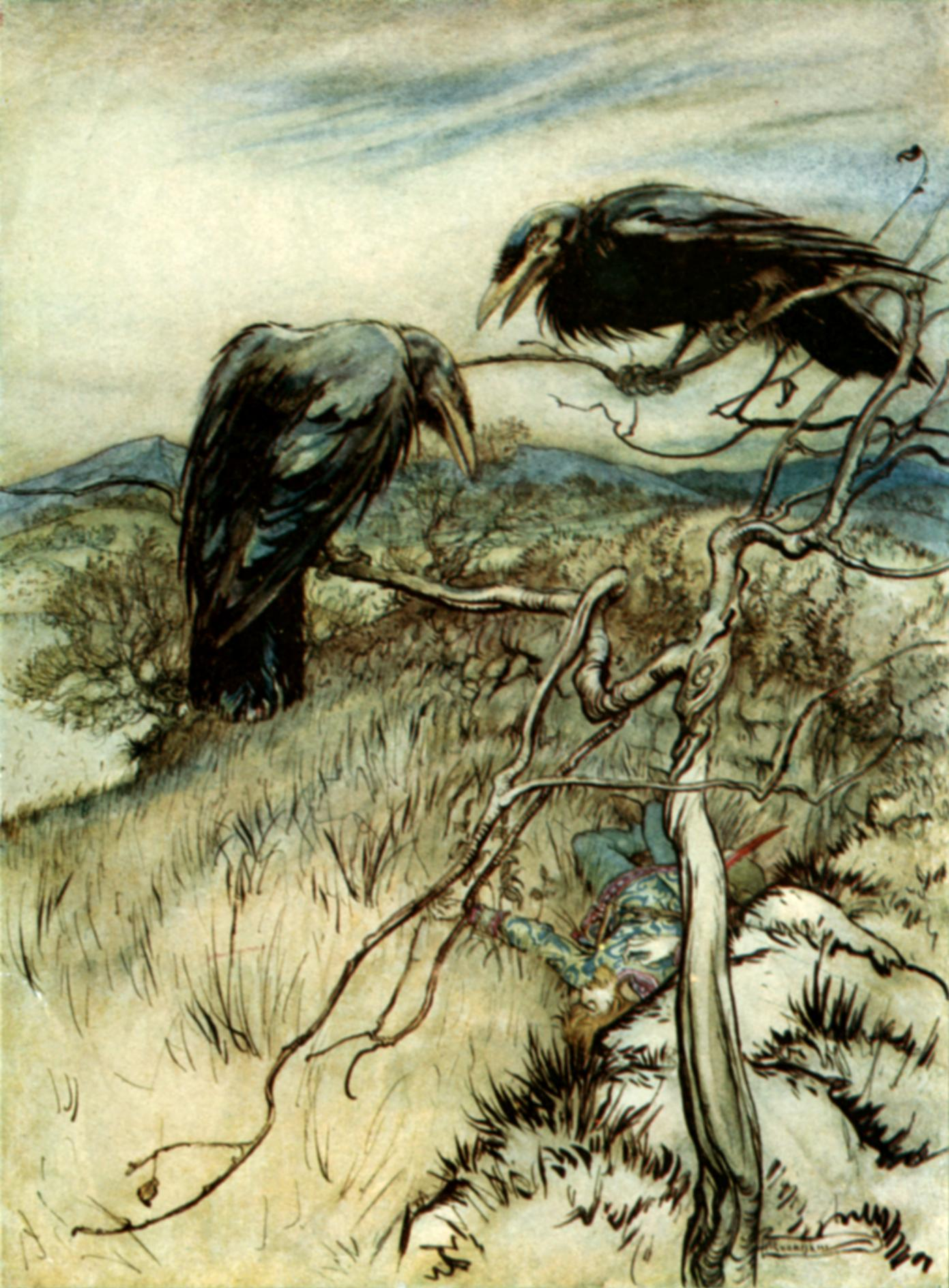
Il corvo, simbolo di John Uskglass

Nel contempo inizia anche una dura campagna, usando soprattutto la carta stampata e la sua influenza politica, contro gli altri maghi, sia i maghi teorici sia i cosiddetti maghi da strada (illusionisti e cartomanti). Tra questi ultimi uno in particolare chiamato Vinculus è tra i più caparbi a resistere alle pressioni di Norrell, continuando imperterrito la sua attività. Una sera Vinculus si introduce in casa di Norrell per comunicargli una profezia di Re Corvo in persona. Il mago resta sconvolto da tale visita più per la sua privacy violata che per il contenuto della profezia e farà in modo che Vinculus lasci una volta per tutte Londra.
Vinculus a sua volta, durante i suoi pellegrinaggi, incrocerà la sua strada con quella di un giovane il cui padre era appena deceduto lasciandogli ingenti ricchezze. Il nome di quel giovane è Jonathan Strange, che proprio in seguito a tali avvenimenti decide di intraprendere la professione di mago.
Stranamente i rapporti tra Norrell e Strange sono fin dall'inizio molto buoni. Il primo ha finalmente qualcuno con cui discutere da pari di magia mentre l'altro ha trovato un maestro che lo istruisca oltre il livello che è riuscito a raggiungere da autodidatta. Ben presto Strange raggiunge un livello tale da poter essere impiegato anch'egli in missioni governative, in special modo nella guerra contro la Francia. Questi si rivela anzi molto più utile rispetto a Norrell, in quanto decisamente più pratico nello svolgere i propri compiti. Proprio per questo motivo viene inviato in Spagna per assistere sul campo il duca di Wellington.
Nel frattempo l'essere fatato che aveva riportato alla vita lady Pole decide di reclamare la sua ricompensa imprigionando la donna in un incantesimo che la costringe a vivere la metà delle sue giornate a Senzasperanza, un castello nei regni fatati di cui l'essere è signore, dove è obbligata a partecipare a strani balli e ricevimenti. L'incantesimo le impedisce di rivelare questa sua condizione agli altri, che la vedono sempre più stanca e depressa e finiscono per crederla afflitta da malattia mentale. Anche il servitore di lord Pole, Stephen Black, viene coinvolto dall'essere fatato nello stesso perfido incantesimo. Questi, un gentiluomo dai capelli lanuginosi, prende in grande simpatia Stephen e gli promette di renderlo un re anche se non riesce a decidere se dell'Inghilterra o di qualche altro regno magico. Il gentiluomo è inoltre fortemente contrario ai due maghi, in quanto Norrell è responsabile del patto che non gli permette di avere completamente lady Pole, mentre Strange ha interferito quando tentava di attirare a sé il pazzo re Giorgio. Forse a causa del suo desiderio di contrastare i due, inizia a interessarsi ad Arabella, la moglie di Strange.
Nel frattempo i rapporti tra Norrell e Strange sono diventati molto tesi. Il primo nasconde all'allievo gran parte dei suoi volumi magici più preziosi nella speranza di indirizzarlo secondo i suoi personali canoni della magia, mentre Strange, non riuscendo a comprendere i limiti imposti da Norrell - specialmente sull'utilizzo degli esseri fatati e sulla trattazione della figura di John Uskglass - è sempre più irrequieto. Lo scontro tra i due giunge presto all'apice e i due decidono di separarsi.

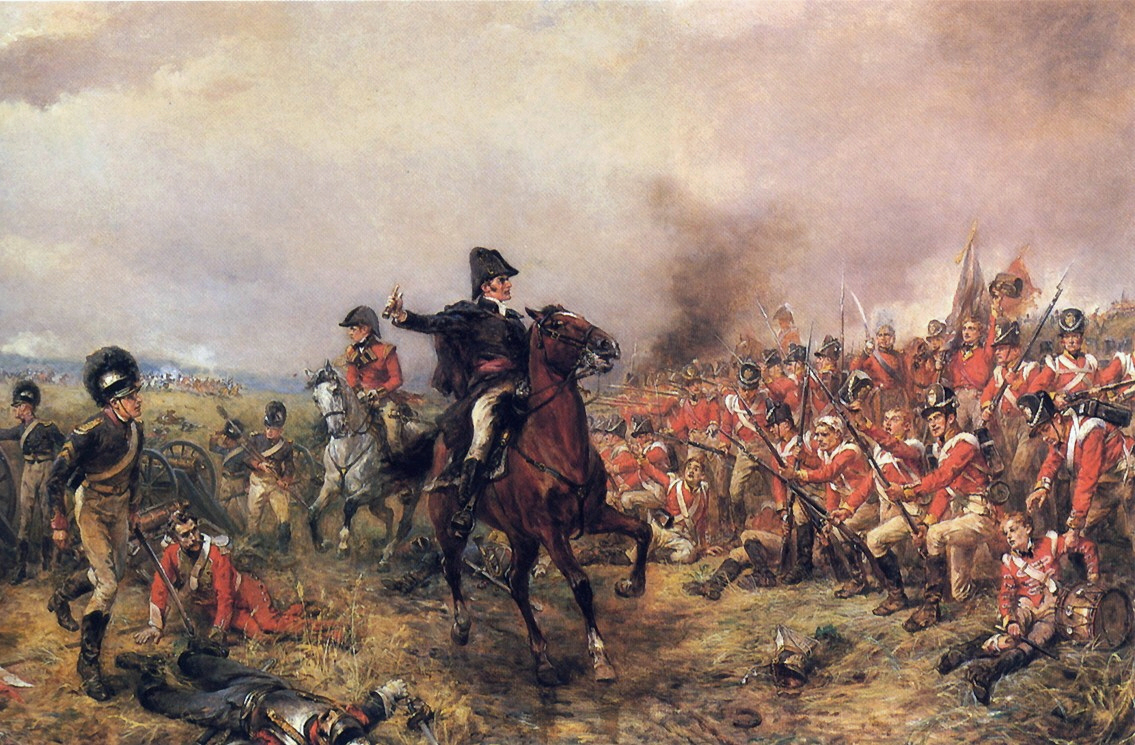
Wellington a Waterloo

Dopo aver contribuito alla vittoria inglese a Waterloo ancora una volta accanto a Wellington, Jonathan e la moglie decidono di lasciare Londra per tornare nella loro casa nel nord dell'Inghilterra. Ma l'essere fatato organizza il rapimento di Arabella, facendo credere al marito e a tutti gli altri che la donna sia morta improvvisamente per una misteriosa malattia. Strange, distrutto dalla perdita della moglie, cade in una profonda depressione e decide di fare un lungo viaggio in Italia per distrarsi.
Durante il viaggio entra in confidenza, nonostante un difficile inizio, con Lord Byron e soprattutto con la famiglia Greysteel, anch'essi in viaggio in Italia. In particolare sorge un forte legame tra il mago e la giovane Flora, figlia del dottor Greysteel. Durante il loro soggiorno a Venezia Strange continua i suoi esperimenti di magia nella speranza di evocare un essere fatato che lo aiuti a progredire nelle sue conoscenze magiche. Dopo molte ricerche riesce a trovare un sistema che finalmente porta a lui proprio il gentiluomo dai capelli lanuginosi. Quest'ultimo si infuria per essere stato chiamato al cospetto di Strange anche se cerca di trattare il mago con distacco. Successivamente Strange esegue un incantesimo per trasportarsi alla dimora del gentiluomo. Una volta a Senzasperanza, si rende però presto conto che qualcosa di strano sta succedendo quando incontra prima lady Pole e poi Arabella, sua moglie creduta morta. Sconvolto da tale incontro, non può far niente contro l'essere fatato che, accortosi dell'intrusione, scaglia su di lui con una potente magia che lo riporta a Venezia e lo avvolge in una sorta di notte permanente che si estende per circa un isolato intorno a dovunque Strange si muova. Dall'esterno appare come un'altissima e oscura torre completamente nera, nella quale il sole non sorge mai.
Tutti restano profondamente turbati dalla colonna di oscurità, dai veneziani alle autorità austriache fino al governo inglese. I Greysteel, e in particolare Flora, sono preoccupati per la sorte di Strange. Quest'ultimo, pur sconvolto dalle conseguenze dell'incantesimo e dallo stato di assoluta solitudine in cui si ritrova, continua ad approfondire le sue conoscenze magiche nella speranza di contrastare l'essere fatato e salvare la moglie. A peggiorare la situazione l'intervento di Norrell, che non ostacola la diffusione, da parte di suoi collaboratori, di voci sul fatto che in realtà Strange pratichi la magia nera e che sia il responsabile della morte della moglie.
Infine Strange, grazie alle nuove conoscenze acquisite, riesce a risvegliare la magia inglese in tutta l'isola, tanto che moltissime persone iniziano spontaneamente a operare incantesimi. È giunto il momento per lui di ritornare in Inghilterra per incontrare Norrell. Questi teme che il suo vecchio allievo cerchi vendetta, ma i due maghi di nuovo insieme scoprono che l'antica amicizia non si è mai spezzata. Strange cercava infatti l'aiuto di Norrell e l'accesso alla sua sterminata biblioteca di testi magici per sconfiggere il perfido essere fatato, che nel frattempo si era anche macchiato di numerosi delitti. I due tentano invano di evocare il Re Corvo per chiedergli aiuto, ma per una svista concedono poteri straordinari sulle forze della natura a Stephen Black. Quest'ultimo approfitta delle sue nuove capacità per distruggere il gentiluomo dai capelli lanuginosi appena un momento prima che questi scagli un altro dei suoi incantesimi mortali. Sconfitto l'essere fatato, anche Arabella è finalmente libera di tornare nel mondo reale.
L'unica magia che resiste alla scomparsa del suo creatore è la colonna nera che imprigiona Strange e, da quando vi è entrato, anche Norrell. I due decidono di approfondire insieme i loro studi intraprendendo viaggi presso i regni fatati, non troppo scontenti della nuova situazione.

## Personaggi principali

### Personaggi immaginari
- Gilbert Norrell - studioso di magia, cauto, prudente e scontroso. È il primo dopo centinaia di anni che sia riuscito a far rivivere la magia. È determinato a riportare agli antichi fasti quest'arte
- Jonathan Strange - imprudente e brillante allievo di Norrell, nonché la più grande arma dell'Inghilterra contro Napoleone
- John Segundus - mago teorico (una persona che studia la magia ma non la pratica) che rende famoso Norrell
- Honeyfoot - mago teorico della Società di York, amico di Segundus
- John Childermass - astuto e minaccioso servitore di Norrell
- Christopher Drawlight - Personaggio di dubbia personalità che aiuta Norrell con la propria influenza nel mondo politico di Londra
- Henry Lascelles - compagno e rivale di Drawlight. Bello, cinico e spietato
- Vinculus - mago di strada e profeta
- Arabella Strange - moglie di Jonathan Strange. Orgogliosa di suo marito e molto tollerante verso le sue idiosincrasie
- Henry Woodhope - fratello di Arabella, uomo di chiesa
- Sir Walter Pole - ministro inglese che diventa il principale promotore di Norrell e Strange
- Lady Pole - moglie di Sir Walter Pole, riportata in vita dalla magia di Norrell
- Stephen Black - servo di colore di Sir Walter Pole, dotato di grazia e portamento reali
- Flora Greysteel - giovane donna inglese che Strange incontra durante un viaggio in Italia e di cui diventa molto amico
- Dottor Lancelot Greysteel - padre di Flora, medico
- Zia Louisa Greysteel - sorella zitella di Lancelot
- Il gentiluomo dai capelli lanuginosi - essere fatato e re di Senzasperanza, un regno magico nei reami fatati; il suo regno riflette la sua personalità, malata, crudele e contorta, al punto che Stephen quando vi arriva per la prima volta è sorpreso dal fatto che vi fossero solo due strumenti e che l’illuminazione fosse minima e dipendesse da poche candele di bassa qualità. Affascinante, spesso psicotico, senza riguardo alcuno per gli altri, tranne che per sé stesso e per Stephen Black. È il cattivo della storia
- John Uskglass, il Re Corvo - fondatore della magia inglese e più potente mago mai conosciuto. Cresciuto nei reami fatati è tornato in Inghilterra per farne il suo regno. Da oltre 300 anni non si hanno sue notizie. Odiato da Norrell e idolatrato da Strange

### Personaggi storici
Nel romanzo sono rappresentati numerosissimi personaggi dell'epoca, soprattutto politici. Di seguito una lista dei più famosi:
- Alessandro I di Russia
- Napoleone Bonaparte
- Lord Byron
- Il Duca di Cambridge
- George Canning
- Lord Castlereagh
- Il conte di Chatham
- Guglielmo IV del Regno Unito
- William Henry Cavendish-Bentinck
- Giorgio III di Gran Bretagna
- Francis Jeffrey
- Il Duca di Kent
- Robert Jenkinson
- Henry Phipps
- John Murray
- Spencer Perceval
- Il duca di Roxburghe
- Richard Brinsley Sheridan
- Lord Sidmouth
- Charles Stewart
- Il duca del Sussex
- Giorgio IV del Regno Unito
- Il duca di Wellington
- Il duca di York

## Edizione cinematografica e adattamento televisivo
La New Line Cinema ha acquistato i diritti per una edizione cinematografica della storia della Clarke. La stesura della sceneggiatura è stata affidata a Christopher Hampton. Nel 2015 la BBC ha realizzato una miniserie televisiva TV tratta dal romanzo, Jonathan Strange & Mr Norrell.

## Edizioni
- Susanna Clarke, Jonathan Strange & il signor Norrell, traduzione di Paola Merla, collana La Gaja Scienza, Longanesi & C., 2005,  p. 879, ISBN 88-304-2297-5.
- Susanna Clarke, Jonathan Strange & il signor Norrell, traduzione di Paola Merla, collana LAINYA, Fazi Editore, 2021,  p. 970, ISBN 979-12-5967-131-8.